# 井澤詩織
井澤 詩織（いざわ しおり、1987年2月1日 - ）は、日本の女性声優。埼玉県出身。ボイスキット所属。

## 来歴
小学3年生の時の文化祭で演劇クラブの公演を観て感銘を受けて、演劇クラブに入部して芝居を始める。
中学校時代は演劇クラブがなかったため、絵を描くことも好きだったことから、「いつか演劇の大道具とかで役に立つかもしれない」と思い、美術部に所属。
高校時代は演劇部がある学校を探して進学したが、部員が3人しかおらず、「どうしようかな」と悩んでいた。その時に放送部の存在を知り、活動内容にラジオドラマと朗読が入っており、中学時代にアニメが好きになっており、職業としての声優を知って興味もあったため入部。入部後、「声だけでどんな役も演じられる、演劇より自由じゃん！」と声優好きだった放送部の先輩達の影響もあり、一気に声優への憧れが高まったという。
日本工学院専門学校、A&Gアカデミー（第3期）の卒業生。日本工学院専門学校に在籍中、『明・めぐみのドリーム・ドリーム・パーティ』で、ドリームチャレンジャー（D.F.A）として活動していた。2007年、『UNIQue the RADIO』で放送されていたアニラジ『超ラジ!Rookie』のリピート配信ではあるが、超!A&G+開設時に初めて声が流れたパーソナリティとなった。その後、カレイドスコープの預かり（仮所属）を経て、2009年に正所属となった。同年、『とある魔術の禁書目録』の幼稚園児役と『地獄少女 三鼎』のつばき役でテレビアニメへのデビューを果たす。同年12月、カレイドスコープを退所後、フリーを経て、2010年4月1日よりEARLY WINGに正所属。2020年9月29日、オフィシャルファンコミュニティ『Half of Orange』を開設した。2022年4月1日、自身のTwitterにて同日からボイスキットに移籍したことを発表。

## 人物
愛称は、「しーちゃん」「しーたむ」。本人はTwitterの自己紹介欄にて「しーちゃん」または「しーたむ」と呼ばれるのが嬉しいという旨を掲載している。
恩師である山崎たくみからは『ピヨ』と呼ばれている。
イラストが上手く、『超!Online Station』ではイラストを描いたファイルを使用している。独特の声質を持ち、その声質を生かして「ケロケロ」と言ったことからカエル（カエル声）と呼ばれることがある。
アニメや漫画、ゲームなどが好き。コミックマーケットにも始発に乗って、一卵性双生児の姉とともにプライベート参加する。井澤の姉は、時々ねーたむというペンネームを使い、イラストを描いたり、井澤の公式ブログで「ねーたむ漫画」という漫画を投稿している。深海魚や妖怪も好きである。
30代前半まで同じ事務所に所属していた喜多村英梨とは公私ともに仲が良く、『喜多村英梨の超ラジ!』にも数回ゲスト出演している。また、ブログでもお互いのことを話題にしている。
特技はマッサージ、イラスト。ジャケットやチケットのデザインを自分でこなすこともある。
2014年に始まった『井澤詩織のしーちゃんねる』初回配信で、番組でやりたい事として、趣味の写真撮影、釣り（深海魚）、妖怪（検定）などを話題にする。
2017年11月に自身のTwitterで、妖怪検定に合格した事を発表。番組第63回で受験前後の模様が配信された。
番組内で、釣り企画を数度進行。2017年12月には、釣りビジョン「釣りはじめます！」で、第61回の釣りガールを担当し、その模様が放送された。
2018年には、舞台めぐりの企画で、茨城県大洗町の風景を自らが撮影した、フォトブック「大洗のしおり」の制作を担当。同年3月の海楽フェスタで配布される。
同様に、埼玉県産業労働部観光課の企画「鉄道でめぐる 埼玉×アニメ横断ラリー2018」で、埼玉県の風景を撮影したフォトブック「埼玉のしおり」の制作を担当。同年9月16日から撮影された埼玉県の各地で配布が始まり、全7種が配布・引換された。
声優業の一環として、趣味を活かしたマルチな活躍をしている。
2019年1月27日に開催された深海生物検定 第1回を受験し合格。受験前後の模様が「井澤詩織のしーちゃんねる」第97回で配信された。

## 出演
太字はメインキャラクター。

### テレビアニメ
2009年
- とある魔術の禁書目録 シリーズ（2009年 - 2019年、幼稚園児、心理定規〈ドレスの少女〉） - 2シリーズ
- 地獄少女 三鼎（つばき）
- クレヨンしんちゃん（2009年 - 2024年、王女、女性職員、モモカ）
- かなめも（少女、スーパーの店員、同級生D）
- うみねこのなく頃に（クラスメートB）

2010年
- デュラララ!!（2010年 - 2016年、シリ、キヨミン） - 3シリーズ
- 海月姫（ごっちゃん）

2011年
- FAIRY TAIL（2011年 - 2012年、クルブシ、マリーヒューズ）
- ぬらりひょんの孫 千年魔京（妖怪女）
- 真剣で私に恋しなさい!!（水守沙姫）
- 世界一初恋2（女子、店員）

2012年
- 妖狐×僕SS（村井〈九官鳥〉、女子1、女子2）
- つり球（伊藤エミ、伊藤ユミ）
- あっちこっち（黒ネコ、カエル、女子生徒、子供、説明人形 他）
- シャイニング・ハーツ 〜幸せのパン〜（女の子）
- アルカナ・ファミリア -La storia della Arcana Famiglia-（ドナテラ、フクロータ）
- この中に1人、妹がいる!（帝野将悟〈幼少〉）
- ソードアート・オンライン（2012年 - 2020年、ピナ、アルゴ、プレイヤー） - 3シリーズ + 特別編
- ガールズ&パンツァー（2012年 - 2013年、園みどり子〈そど子〉、後藤モヨ子〈ゴモヨ〉、金春希美〈パゾ美〉）
- となりの怪物くん（女生徒B、店員）
- Bloody Bunny（ブラッディー・バニー）

2013年
- ぼくは王さま（動物）
- カーニヴァル（リッスン、子供）
- よんでますよ、アザゼルさん。Z（小林芳子）
- 銀の匙 Silver Spoon（2013年 - 2014年、吉野まゆみ） - 2シリーズ
- 幻影ヲ駆ケル太陽（シュレディンガー）
- 私がモテないのはどう考えてもお前らが悪い!（アリス）
- サムライフラメンコ（2013年 - 2014年、女子C、碧の義理姉の子供）
- ログ・ホライズン（2013年 - 2021年、カワラ、ファーデャオ） - 3シリーズ

2014年
- ウィッチクラフトワークス（倉石たんぽぽ）
- ノラガミ（2014年 - 2015年、望喩、生徒B） - 2シリーズ
- 鬼灯の冷徹（夜叉次郎）
- ヒーローバンク（香椎真城）
- オレカバトル（プチドラゴン）
- 普通の女子校生が【ろこどる】やってみた。（野田硝子）
- さばげぶっ!（副会長）
- Hi☆sCoool! セハガール（メガドライブ）
- 巻き巻き!キノイくん（ピラ美ちゃん）

2015年
- 女の子って。（木賀千里）
- 探偵歌劇 ミルキィホームズ TD（デクレッシェンド、女子A）
- SHIROBAKO（久乃木愛）
- トライブクルクル（モエ）
- 戦姫絶唱シンフォギア シリーズ（2015年 - 2019年、ミカ・ジャウカーン） - 2シリーズ
- GANGSTA.（シグ）
- Go!プリンセスプリキュア（2015年 - 2016年、ストップ）
- 学戦都市アスタリスク（2015年 - 2016年、沙々宮紗夜） - 2シリーズ

2016年
- 最弱無敗の神装機竜（ティルファー・リルミット）
- タブー・タトゥー（イルトゥトゥミシュ）
- クオリディア・コード（音無柘榴）
- 一人之下 the outcast（風雅雅）
- B-PROJECT〜鼓動*アンビシャス〜（メイクA）
- ヘボット!（2016年 - 2017年、ヘボット）
- Lostorage incited WIXOSS（2016年 - 2018年、ナナシ） - 2シリーズ
- デジモンユニバース アプリモンスターズ（2016年 - 2017年、ミエーヌモン / ワルダモン）
- 灼熱の卓球娘（二重丸くるり）

2017年
- セイレン（桧山水羽）
- クズの本懐（鴎端のり子〈最可〉）
- アイドル事変（知花モニカ）
- 覆面系ノイズ（小学生女子生徒3、女性1、女性2）
- モンスターハンター ストーリーズ RIDE ON（アイルーＢ、チャモ）
- アホガール（守、ポメちゃん）
- 魔法陣グルグル（ケベスベス）
- メイドインアビス（2017年 - 2022年、ナナチ） - 2シリーズ
- アイドルマスター SideM（子供）
- 妖怪アパートの幽雅な日常（ギャルB、女の子）

2018年
- ハクメイとミコチ（ネコ）
- citrus（水沢まつり）
- 七つの美徳（サンダルフォン）
- アイドリッシュセブン（環ファンの女の子）
- ラストピリオド -終わりなき螺旋の物語-（グル）
- プラネット・ウィズ（黒井銀子）
- HUGっと!プリキュア（エリ）
- 中間管理録トネガワ（ざわ…ボイス〈007〉） - 「井ざわ…詩織」名義
- ゲゲゲの鬼太郎（第6作）（2018年 - 2020年、カミーラ）
- 閃乱カグラ SHINOVI MASTER -東京妖魔篇-（華風流）
- グラゼニ（一色あき）
- うちのメイドがウザすぎる!（森川ゆい）
- ベルゼブブ嬢のお気に召すまま。（ブエル）

2019年
- 五等分の花嫁（式場スタッフ）
- 上野さんは不器用（タモン）
- ガーリー・エアフォース（ファントム）
- 魔法少女特殊戦あすか（キルギー）
- 鬼滅の刃（案内役・白髪）
- 指先から本気の熱情-幼なじみは消防士-（2019年 - 2021年、篠田彩子） - 2シリーズ / 通常版
- フルーツバスケット（2019年 - 2020年、不良三人組） - 2シリーズ
- うちの娘の為ならば、俺はもしかしたら魔王も倒せるかもしれない。（ヴィント）
- 魔入りました!入間くん（2019年 - 2023年、ドサンコ） - 3シリーズ
- XL上司。（渡瀬咲） - 通常版
- アフリカのサラリーマン（チー子、車内アナウンス）
- ハイスコアガールII（ニコタマちゃん）
- 慎重勇者〜この勇者が俺TUEEEくせに慎重すぎる〜（アデネラ）
- 厨病激発ボーイ（アデリーペンギン）

2020年
- ネコぱら（アズキ）
- ＜Infinite Dendrogram＞-インフィニット・デンドログラム-（チェシャ）
- とある科学の超電磁砲T（心理定規）
- 異種族レビュアーズ（ピルティア）
- 映像研には手を出すな!（ロボット研究部 関）
- けだまのゴンじろー（ミーア）
- ハクション大魔王2020（夢見勝ナナコ）
- 食戟のソーマ 豪ノ皿（バニーヘアー）

2021年
- BLUE REFLECTION RAY/澪（水崎紫乃）
- イジらないで、長瀞さん（2021年 - 2023年、桜） - 2シリーズ
- 究極進化したフルダイブRPGが現実よりもクソゲーだったら（ミザリサ）
- ドラゴン、家を買う。（ピーちゃん）
- EDENS ZERO（2021年 - 2023年、EMピーノ） - 2シリーズ
- 迷宮ブラックカンパニー（シンディ）
- 無職転生 〜異世界行ったら本気だす〜（ミニトーナ・デドルディア）
- 逆転世界ノ電池少女（黒木ミサ）

2022年
- 失格紋の最強賢者（イリス）
- 佐々木と宮野（槇村菜緒）
- ヘアピンダブル（横須賀エリー / ヘアピングリーン）
- シャドウバースF（2022年 - 2024年、ドラグニル）
- 異世界迷宮でハーレムを（セリー）
- チェンソーマン（ポチタ）
- 恋愛フロップス（ラブリン）
- ポプテピピック TVアニメーション作品第ニシリーズ（ナナチ）
- 機動戦士ガンダム 水星の魔女（2022年 - 2023年、ソフィ・プロネ） - 2シリーズ
- ピーター・グリルと賢者の時間 Super Extra（ミスリム・ネザーラント）

2023年
- 便利屋斎藤さん、異世界に行く（プリマス）
- アリス・ギア・アイギス Expansion（日向リン）
- おじゃる丸（クリッキー）
- Helck（ピウイ）
- 自動販売機に生まれ変わった俺は迷宮を彷徨う（2023年 - 2025年、スコ） - 2シリーズ
- オチビサン（2023年 - 2024年、パンくい）
- 川越ボーイズ・シング（ポッパーくん）
- とあるおっさんのVRMMO活動記（龍ちゃん）

2024年
- 月が導く異世界道中 第二幕（エヴァ）
- 即死チートが最強すぎて、異世界のやつらがまるで相手にならないんですが。（フレデリカ）
- 勇気爆発バーンブレイバーン（アキラ・ミシマ）
- サイエンスSARU×MBS オリジナルショートアニメ大作戦!（スクナビコナ）
- 貼りまわれ!こいぬ（いぬ空いぬ次郎、運転手）
- HIGHSPEED Étoile（小町永遠）
- 終末トレインどこへいく?（スーちゃん）
- Nyaaaanvy（イーバ）
- やり直し令嬢は竜帝陛下を攻略中（ラーヴェ）
- ぷにるんず（2024年 - 2025年、にゃるるん） - 2シリーズ

2025年
- 最強の王様、二度目の人生は何をする?（シルビア）
- おいでよ魔法少女村（不法占拠）（根室）
- ウマ娘 シンデレラグレイ（ミニーザレディ）
- ずたぼろ令嬢は姉の元婚約者に溺愛される（イルザ）
- 地獄先生ぬ〜べ〜 (2025)（タマコ）
- 信じていた仲間達にダンジョン奥地で殺されかけたがギフト『無限ガチャ』でレベル9999の仲間達を手に入れて元パーティーメンバーと世界に復讐&『ざまぁ!』します!（アオユキ）

時期未発表
- ニワトリ・ファイター（ピヨ子）

### 劇場アニメ
2010年代
- ガロン（2013年、サラ）
- ガールズ&パンツァー 劇場版（2015年、園みどり子、後藤モヨ子、金春希美）
- ポッピンQ（2016年、日岡蒼）
- 劇場版 ソードアート・オンライン -オーディナル・スケール-（2017年、ピナ）
- 劇場版総集編 メイドインアビス【後編】放浪する黄昏（2019年、ナナチ）

2020年代
- メイドインアビス 深き魂の黎明（2020年、ナナチ）
- 劇場版 SHIROBAKO（2020年、久乃木愛）
- Tokyo 7th シスターズ -僕らは青空になる-（2021年、芹沢モモカ）
- 劇場版 ソードアート・オンライン -プログレッシブ-（2021年 - 2022年、アルゴ） - 2作品
- 劇場版 鬼滅の刃 無限城編 第一章 猗窩座再来（2025年、産屋敷かなた）
- 劇場版 チェンソーマン レゼ篇（2025年、ポチタ）

### OVA
- アンパンマンとはじめよう!（2009年、イヤイヤおばけ）
- +チック姉さん（2012年、ウノ）
- FAIRY TAIL×RAVE（2013年、ルビー） - コミックス39巻DVD付き特別版に収録
- ガールズ&パンツァー（2014年 - 2023年、園みどり子〈そど子〉、後藤モヨ子〈ごも代〉、金春希美〈パゾ美〉[120]） - 2作品[一覧 20]
- ノラガミ（2014年 - 2015年、望喩） - コミックス11・15巻DVD付き特別版
- 普通の女子校生が【ろこどる】やってみた。（2015年 - 2016年、野田硝子）
- ハイスコアガール（2019年、ニコタマちゃん[121]）

### Webアニメ
- 断熱戦士ベールちゃん（2013年、イゾくん[122]）
- 弱酸性ミリオンアーサー（2015年 - 2019年、ビスクラヴレット、テンショウ、ミネラル）
- 花咲ク絆ノ浪漫譚（2018年、燐銅少佐[123]）
- キャノン・バスターズ（2019年、ケイシー・ターンバックル[124]、子供たち）
- なぜなにデンドログラム（2019年 - 2020年、チェシャ）
- ざしきわらしのタタミちゃん（2020年、タタミちゃん[125]）
- 人形学園（2022年、緋玉丸）
- Fate/Grand Order 藤丸立香はわからない（2023年、武則天）
- ポケモンコンシェルジュ（2023年[126]）
- げっかん!なんものアニメ（2025年、カニ[127]）

### ゲーム
2006年
- 脳に快感 みんなでアハ体験!

2008年
- アヴァロンコード（カレイラ王国小間使い）

2009年
- G2ガンズガンナー（ローズマリー）

2010年
- ドラゴンネスト（カシウス、テレージュ、ルシータ）
- BLUE ROSES 〜妖精と青い瞳の戦士たち〜（プラカブ）

2011年
- アルカナ・ファミリア（ドナテラ、デビト幼少期、他）
- デュラララ!! 3way stand off -alley-（黄巾族の少年、アニメイト店員、OL 他）
- ラグナロク 〜光と闇の皇女〜（主人公）

2012年
- ファイターズクラブ（ミヨ、ミンミン）
- アルカナ・ファミリア フェスタ・レガーロ（ドナテラ）

2013年
- Caladrius（マリア・テレーゼ・ブルームフィールド）
- ギンガフォース（ティニー）
- ソードアート・オンライン ―インフィニティ・モーメント―（ピナ）
- アイログ（鵜久森礼）
- 剣が君（マダラ）
- CODE OF JOKER（2013年 - 2016年、京極院沙夜、黒闇刀のキサラギ）
- ドラゴンズクラウン（魔法使いの弟子マイキー、金の鎖につながれた精霊、村娘（黒髪））
- アルカナ・ファミリア２（ドナテラ）
- 願いの欠片と白銀の契約者（アカネ）
- MCあくしず -鋼鉄の戦姫-（P-38Jライトニング、H級戦艦、カチューシャ）

2014年
- ガールズ&パンツァー 戦車道、極めます!（園みどり子〈そど子〉、後藤モヨ子〈ゴモヨ〉、金春希美〈パゾ美〉）
- Caladrius BLAZE（マリア・テレーゼ・ブルームフィールド）
- グリモア〜私立グリモワール魔法学園〜（与那嶺里菜）
- ヒーローズプレイスメント（高空の獅子 ファルマン・所沢、硝子人形（グラスドール） クリスタ・クォーツ、腹ペコ希少種 新荘 るーとら）
- 乖離性ミリオンアーサー（第二型ビスクラヴレット、支援型プランシェフルール、弱酸型ビスクラ、特異型サンジェルマン）
- チェインクロニクル（“ゴールドナンバー”メガドライブ）
- チェインクロニクルV（“ゴールドナンバー”メガドライブ / 2016年、“スイートナンバー”メガドライブ、“百獣の友”トビー、“虚瞳の暗殺者”ペネロペ）
- 幻獣姫（オルトロス）
- ソードアート・オンライン -ホロウ・フラグメント-（アルゴ）
- Tokyo 7th シスターズ（芹沢モモカ）
- BREAK雀BURST（ヴィルヘルミナ、アウルム）
- ヒーローバンク（香椎真城）
- 激 サムライ＆ドラゴンズ　〜開戦、同盟戦争〜（メガドライブ）※「サムライ＆ドラゴンズ」の5thシーズン
- ヒーローバンク2（香椎真城）
- ソードアート・オンライン コード・レジスタ（アルゴ）
- ロボットガールズZ ONLINE（サタングロースP10、プリンセス☆シャーキン）

2015年
- アイパラ! IDOL PARADISE（花咲巴）
- 家電少女（メガドライブ）
- 限界凸起 モエロクリスタル（パパイン）
- 剣が君 for V（マダラ）
- 閃乱カグラ ESTIVAL VERSUS -少女達の選択-（華風流）
- 少女とドラゴン-幻獣契約クリプトラクト-（ルナミリア、白ウサギ、リリアンヌ / 2016年、レム、サニー / 2019年、イスラフィール）
- 白猫プロジェクト（キサラギ）
- ソードアート・オンライン -ロスト・ソング-（アルゴ）
- ヤマトクロニクル覚醒（【溟渤の主宰神】綿津見大神）
- 超次元大戦 ネプテューヌVSセガ・ハード・ガールズ 夢の合体スペシャル（メガドライブ）
- ニトロプラス ブラスターズ -ヒロインズ インフィニット デュエル-（寄車むげん）
- POSSESSION MAGENTA（女子生徒Ｂ）
- 戦国大戦（阿虎、定恵院、ガラシャ、古内重広、牟宇姫 / 2016年、千鶴）
- 幻獣契約クリプトラクト（サニー、レム / 2018年、イスラフィール）
- レーシング娘。（天馬紅）
- サウザンドメモリーズ（メタルゴースト、メタルキング / 2016年、蒼焔の彩剣士リフル）
- モンスター娘のいる日常オンライン（ルース、フィー、ミティ、シャイア）

2016年
- アイドル事変（知花モニカ）
- アリスオーダー（尾道南、万丈目綾乃、フランシスカ・D、猿飛ばなな）
- ガールズ＆パンツァー 戦車道大作戦！（園みどり子、後藤モヨ子、金春希美）
- 一血卍傑-ONLINE-（イワナガヒメ）
- 陰陽師‹阴阳师›（妖刀姬）
- 学戦都市アスタリスクフェスタ 鳳華絢爛（沙々宮紗夜）
- 学戦都市アスタリスクフェスタ 煌めきのステラ（沙々宮紗夜）
- クロスワールド（ミネルヴァ）
- ザクセスヘブン（メガドライブ）
- シノビナイトメア（シズク）
- 魔法陣少女 ノブナガサーガ（シンゲン）
- ソードアート・オンライン -ホロウ・リアリゼーション-（アルゴ）
- トラウマスター∞（池ノ坊凛）
- スカルガールズ 2ndアンコール（エイブリー、ブラック・ダリア）
- ファントム オブ キル（シストルム）
- トリックスター 〜召喚士になりたい〜（ナンナ）
- 感染×少女（豹藤やちる、霧山美希）
- ソードアート・オンライン メモリー・デフラグ（アルゴ、ピナ）
- ヘボット！ヘボヘボ! ヘボットーナメント!（ヘボット）
- 編隊少女 -フォーメーションガールズ-（クラウディア・フィッシャー）
- アカシックリコード（“チェシャ”猫見透子、巡回出張所ジェーン・ヘルシング / 2017年、婦警エイミー・ヘルシング）
- ファンタジーウォータクティクス（ウルフハンターレイナ、猫娘ケット・シー）
- IRroid - 恋の有効フロンティア（人安心）
- アンジュ・ヴィエルジュ〜ガールズバトル〜（日岡蒼）
- 剣が君 百夜綴り（マダラ）

2017年
- CODE OF JOKER Pocket（京極院沙夜、黒闇刀のキサラギ）
- ポッピンQ Dance for Quintet！（日岡蒼）
- アクセル・ワールド VS ソードアート・オンライン 千年の黄昏（アルゴ）
- 輝星のリベリオン（憂いなる円卓女王 アーサー、ポートラルマスコット 豹藤やちる、嫉妬深き高位なる女神 ヘラ、再臨せし聖乙女 ジャンヌ・ダルク）
- りっく☆じあ〜す（CM-11、Strv-90120軽戦車、Mi-28N ハボック、メルカバMk4）
- グリムノーツ（サード）
- スターオーシャン:アナムネシス（ベルダ・クレーマン、シオリ・クレーマン）
- スーパーロボット大戦X-Ω（ヘボット）
- 戦姫絶唱シンフォギアXD UNLIMITED（ミカ・ジャウカーン）
- 閃乱カグラ PEACH BEACH SPLASH（華風流）
- 戦場のツインテール（Ｘ、レパルス）
- ブレイブソード×ブレイズソウル（2017年 - 2019年、名刀・大包平、不倶戴天華、禁式・獄刀大包平）
- 天華百剣 -斬-（波泳ぎ兼光）
- 塔亰Clanpool（堂島ヨミ）
- Fate/Grand Order（2017年 - 2023年、不夜城のアサシン〈武則天〉）
- ミリオンアーサー アルカナブラッド（第二型ビスクラヴレット）
- モン娘☆は〜れむ（ミル）
- 崩壊3rd（緋玉丸）
- ソードアート・オンライン -インテグラル・ファクター-（アルゴ、ピナ）
- 最終戦艦withラブリーガールズ（ビスマルク‹俾斯麦›）※中文版

2018年
- アリス・ギア・アイギス（2018年 - 2024年、日向リン、東曇チヱ）
- ソードアート・オンライン フェイタル・バレット（アルゴ）
- ガールズ&パンツァー ドリームタンクマッチ（園みどり子〈そど子〉、後藤モヨ子〈ゴモヨ〉、金春希美〈パゾ美〉）
- 三極ジャスティス（ローズメード）
- CARAVAN STORIES（ミャルロ）
- 決戦! 平安京（妖刀姬）
- Death end re;Quest（常盤澄香）
- Master of Epic -The ResonanceAge Universe-（リセ）
- セブンズストーリー（ニーナ、カムロ）
- クイズRPG 魔法使いと黒猫のウィズ（ロレッティ・カナラ）
- シノビマスター 閃乱カグラ NEW LINK（華風流）
- 共闘ことばRPG コトダマン（2018年 - 2023年、メガドライブ、ポチタ）
- ガールズ&パンツァー あつまれ! みんなの戦車道!!（園みどり子〈そど子〉、後藤モヨ子〈ゴモヨ〉、金春希美〈パゾ美〉）
- ワールドエンド・シンドローム（甘奈未海）
- ボンバーガール（モモコ）
- モンスターストライク（2018年 - 2022年、燐銅少佐、ポチタ）
- 百花標人伝アスカ（銀狐・狠助）
- カンフー娘（詠春静）
- 交響性ミリオンアーサー（ビスクラヴレット）
- CRYSTAR -クライスタ-（メフィス）
- アルテイルNEO（ミィ）
- 月煌 -Luster-（歌月）
- パズル&ドラゴンズ（アルゴ）
- 消滅都市0.（ブリキ）
- ホップステップジャンパーズ（ソフィ、アオイ）
- ファイブキングダム（ナナチ）

2019年
- ファントムミラー（花凛）
- リボルバーズエイト（ラプンツェル）
- ダークリベリオン（ケットシー、ベルフェゴール）
- マビノギ英雄伝（繆兒-Miul-）
- Dragon Marked For Death（魔女）
- 叛逆性ミリオンアーサー（制圧型タンザナイト）
- 城とドラゴン（ミノガール）
- 崩壊学園（イザーリン・リーヴトゥルース）
- ソードアート・オンライン アーケード ディープ・エクスプローラー（ピナ、アルゴ）
- ビーナスイレブンびびっど!（華風流）
- ラングリッサーI&II（エリザ、エスト）
- ナナカゲ 〜7つの王国と月影の傭兵団〜（エフィ）
- 夢現Re:Master（太刀花なな）
- 御城プロジェクト:RE〜CASTLE DEFENSE〜（閻魔庁）
- とある魔術の禁書目録 幻想収束（心理定規）
- マギアレコード 魔法少女まどか☆マギカ外伝（ラピヌ）
- LOST:SMILE memories + promises（真咲湊）
- オメガラビリンス ライフ（黒崎冥）
- ポケモンマスターズ（2019年 - 2021年、チェッタ）
- 東方キャノンボール（因幡てゐ）
- ファイアーエムブレム ヒーローズ（ララム、ファリナ）
- アッシュアームズ‐灰燼戦線‐（駆逐戦車 M10 ウルヴァリン）
- シカッQ（シカッＱ）
- ワールドフリッパー（エリヤ、ドロセア）

2020年
- サンクタス戦記-GYEE-（キャサリン）
- Death end re;Quest2（常磐澄香）
- アズールレーン（タシュケント）
- マルコと銀河竜（マルコ）
- 夢現Re:Idol 〜大鳥あいのキャラが主人公として薄すぎる件について（太刀花なな）
- 夢現Re:After（太刀花なな）
- MASS FOR THE DEAD（アデネラ）
- 原神（ディオナ）
- 百鬼異聞録〜妖怪カードバトル〜（妖刀姫）
- ファンタジア・リビルド（シストーイ）

2021年
- LOOPERS（レオナ）
- アルカナハート3 LOVE MAX SIX STARS!!!!!! XTEND（ピストリクス系29号）※PC版
- ブラック・サージナイト（コロンビア）
- あやかし幼稚園（妖刀姫）
- sin 七つの大罪 X-TASY（サンダルフォン）
- 異世界に飛ばされたらパパになったんだが 〜精霊騎士団物語〜（レース）
- 白夜極光（イルンティ、カラス）
- 戦刃アレスタ（ターニャ・八重桜）
- ブラスターマスター ゼロ トリロジー メタファイトクロニクル（カンナ）
- 鬼滅の刃 ヒノカミ血風譚（案内役・白髪）

2022年
- 失格紋の最強賢者 ～導刻の冒険譚～ The Ultimate Reincarnation（イリス）
- ブルーアーカイブ -Blue Archive-（2022年 - 2023年、風倉モエ）
- ソウルハッカーズ2（アッシュ）
- 聖塔神記 トリニティトリガー（ライ）
- ハーヴェステラ（コロネル）
- グーニャモンスター（ぐーにゃん）
- グランブルーファンタジー（一兎、ニ兎、三兎、四兎）

2023年
- サクライグノラムス（雫）
- 機動戦士ガンダム アーセナルベース（ソフィ・プロネ）
- スノウブレイク : 禁域降臨（フリティア・イグニス）
- ドラゴンクエストモンスターズ3 魔族の王子とエルフの旅（ミンミ）
- タイムギャル リバース（アヴィー）

2024年
- 百英雄伝 (キャリー）
- ゴーヘルゴー つきおとしてこ（地獄公使）
- Death end re;Quest Code Z（常盤澄香）
- リバースブルー×リバースエンド（メイズ）
- HIGHSPEED Étoile Paddock Stories（小町永遠）
- 箱庭開拓 ハムスターと太陽の里（がおん）

2025年
- SDガンダム GGENERATION ETERNAL（ソフィ・プロネ）
- 魔女ガミ－The Witch of Luludidea－（ウユハ）

### パチンコ・パチスロ
- パチスロ 麻雀物語3 役満乱舞の究極大戦（2015年、パーレンちゃん、パンダ）
- パチスロ ガールズ＆パンツァー（2015年、園みどり子、後藤モヨ子、金春希美）
- CR ガールズ＆パンツァー（2016年、園みどり子、後藤モヨ子、金春希美）
- パチスロ ウィッチクラフトワークス（2016年、倉石たんぽぽ[321]）
- 回胴性ミリオンアーサー（2017年、魔装型ビスクラヴレット）
- パチスロ 十字架4（2018年、ペイン[322]）
- パチスロ ガールズ＆パンツァーG 〜これが私の戦車道です！〜（2019年、園みどり子、後藤モヨ子、金春希美）

### デジタルコミック
- ノノノノ（2009年、女生徒[323]）
- 清く正しく美しく（2009年、エミリ[324]）
- ういらぶ。 -初々しい恋のおはなし-（2018年、坂下暦[325]）
- ぜっしゃか！-私立四ツ輪女子学院絶滅危惧車学科-（2020年、小手指やよい[326]）

### オーディオドラマ
- バイバイ人類（2016年、池永ナオ[327]）
- 異世界で孤児院を開いたけど、なぜか誰一人巣立とうとしない件（2018年、エリン[328]）
- デッドエンドの銃声（2021年、センチピード）

### ドラマCD
- プレミアムCD「マリア様がみてる」Vol.1（2009年、藍子[329]）
- ドラゴンネスト ドラマCD「プレリュード -運命の目覚め-」（2011年、ハーピーミストレス[330]）
- 峰倉かずや短編集 蜂の巣（2011年、妹‹かなこ›[331]）※限定版付録
- ドラマCD「カーニヴァル」
  - ヴァントナーム（2011年、リッスン[332]）
  - クロノメイ（2012年、セセリ[333]）
- うみねこのなく頃に オリジナルドラマCD「朱志香と殺人扇風機」（2012年、サク[334]）
- BLOOD ALONE（2012年、子供[335]）
- ガールズ&パンツァー（園みどり子、後藤モヨ子、金春希美）
  - ドラマCD「今度はドラマCDです!」（2013年[336]）
  - ドラマCD2 もうすぐアンツィオ戦です！（2014年[337]）
  - ドラマCD4「月刊戦車道CD　〜戦車女子特集します！〜」（2015年[338]）
  - 最終章 ドラマCD1〜テスト勉強です！〜（2017年 / そど子、ごも代、パゾ美[339]）
  - 最終章 ドラマCD2〜学園祭です！？〜（2018年 / そど子、ごも代、パゾ美[340]）
- 銀の匙 Silver Spoon（吉野まゆみ）
  - オリジナルドラマCD「激録!農工戦の裏側に潜む恋!?」男子♂編（2013年[341]）
  - オリジナルドラマCD「激録!農工戦の裏側に潜む罠!?」女子♀編（2013年[342]）
- ロカドルプロモーション the Debut!!（2013年、赤井クレア）
- ウィッチクラフトワークス（倉石たんぽぽ）
  - ドラマCD「KMM団の修行」（2014年[343]）
  - ドラマCD「俺の芋娘・リメイク版」（2014年[344]）
  - ドラマCD「KMM団のバイト大作戦」（2014年[345]）
- Caladrius BLAZE ドラマCD「神鳥の叙事詩〜前後譚〜」(2014年、マリア・テレーゼ・ブルームフィールド[346]）
- セガ・ハード・ガールズ ドラマCD「アイドルオーディション」（2015年、メガドライブ[347]））
- 閃乱カグラ ESTIVAL VERSUS -少女達の選択- ドラマCD「愛情を行動で示すと言ったら……チューしかないよね！」（2015年、華風流[348]）
- 篠崎さん気をオタしかに! ドラマCD「ピュアピュアな休日」（2015年、みーちゃん[349]））
- 普通の女子校生が【ろこどる】やってみた。（野田硝子）
  - ドラマCD「みらいの誕生日」（2015年[350]）
  - ドラマCD「流三女子体育祭」（2016年[351]）
- 超次元大戦 ネプテューヌVSセガ・ハード・ガールズ 夢の合体スペシャル ドラマCD「楽屋裏のガールズ☆トーク」（2015年、メガドライブ）※限定版特典
- 学戦都市アスタリスク（沙々宮紗夜）
  - オーディオドラマCD「星導館学園事件ファイル 謎の侵入者を追え！」（2016年[352]）
  - オリジナルドラマCD「衣装争奪」（2016年[353]）
- ドラマCD「GANGSTA.」Ⅵ（2016年、シグ[354]）
- 最弱無敗の神装機竜 ドラマCD「少女たちのドキドキ学園お泊まりパーティ」（2016年、ティルファー・リルミット[355]）
- さくらマイマイ（2016年、メアリー[356]）
- Lostorage incited WIXOSS 4 初回仕様版特典 書き下ろしオーディオドラマCD2（2017年、ナナシ）
- 賢者の弟子を名乗る賢者 第７巻ドラマCD付限定版（2017年 / ケット・シー、クリスティナ[357]）
- クズの本懐 3 完全生産限定特典 番外編ドラマCD Vol.3（2017年、鴎端のり子〈最可〉[358]）
- citrus 9 特装版付録ドラマCD（2018年、水沢まつり[359]）
- ワールドエンド・シンドローム オリジナルドラマCD（2018年、甘奈未海[360]）
- プラネット・ウィズ（黒井銀子）
  - ドラマCD「オカルト研の夜」（2018年[361]）
  - ドラマCD「１年後のふたり」（2018年[362]）
- アリス・ギア・アイギス（日向リン）
  - ドラマCD「アリス・ギア・アイギス 〜水着にまつわるエトセトラ〜」（2022年[363]）
  - ドラマCD「朧月のレゴリス アリス・ギア・アイギス外伝」ようこそムラクモ町田へ（2023年[364]）

### 吹き替え

#### 映画
- オーシャンズ8（2018年、ヴェロニカ〈ナターニャ・アレクサンダー〉[365]）
- 西遊記 女人国の戦い（2019年、侍女秋水〈ホー・シンリン〉[366]）

#### アニメ
- マクダルのカンフーようちえん（2012年、コアラ[367]）
- パウ・パトロール（2019年、スカイ[368]）
- シンビアパート（2021年、シンビ）
- パウ・パトロール ザ・ムービー（2021年、スカイ[369]）
- パウ・パトロール ザ・マイティ・ムービー（2023年、スカイ[370]）
- キフ（2023年、キフ・チャタレイ）[371]

### ナレーション
- ツーファイブプラス CM（2015年[372]、2016年）
- アニメーターのお仕事（2016年、アニ太郎）[373]
- AT-X2018上半期アニメランキング（AT-X：2018年09月01日）[374]
- 釣りはじめます！ Beyond（釣りビジョン：2018年10月29日）[375]
- 突撃！ストリートシェフ（NHK BS1：2019年）
- おはスタ（テレビ東京：2021年10月13日 - 、ドラグニルの声）

### ラジオ
※はインターネット配信。
2000年代
- 明・めぐみのドリーム・ドリーム・パーティ（2006年 - 2007年、文化放送）
- Voice of A&G Digital 井澤詩織の超ラジ!Rookie（2007年、UNIQue the RADIO※、超!A&G+※）
- 井澤詩織と吉田沙織のランチタイムミュージック（2007年、超!A&G+※）
- アクターズゲート ネトラジ!ぴよっこプ〜（2007年 - 2008年、BBQR※）
- MARCHのポッケ（「超!A&Gミュージック+火曜日 そん♪Song MUSEUM FUTURE」内コーナー）（2008年 - 2009年、超!A&G+※）
- ハンゲーム presents 超!Online Station（アシスタント） （2008年 - 2010年、超!A&G+※）
- うみぶたらじお。（2009年 - 2010年、DNEメディアステーション※）

2010年代
- 超!A&Gミュージック+TV 火曜日（2010年、超!A&G+※）
- OToGi8に御用心 月曜日（2010年、超!A&G+※）
- ナス☆シスのお願い!ミッドナイトエンジェル（2010年 - 2012年、超!A&G+※）
- ナス☆シスのドキドキ!ミッドナイトエンジェル（2012年 - 2014年、超!A&G+※）
- ナス☆シスのいつでもエンジェルどこでもエンジェル（2012年 - 2014年、AG-ON※）
- 井澤詩織のBlood Bunny放送局（2013年、超!A&G+※）
- ロカドルプロモーション アイドル庁ラジオ局（2013年、2.5次元てれび※）
- セハガールのハードなSEGA情報RADIO「セハラジ」（2014年 - 2016年、超!A&G+※）
- 井澤詩織のことばコンバート（2016年、超!A&G+※）
- 井澤・立花 ノルカソルカ（「鷲崎健のヨルナイト×ヨルナイト」内：2016年 - 2020年、超!A&G+※・AG-ON Premium※）
- 鷲崎健のヨルナイト×ヨルナイト（2016年、超!A&G+※・ニコニコ生放送※）月曜マンスリーアシスタント
- クズの女子会（2017年、音泉※）
- ガールズ&パンツァーRADIO カモさんチーム、生活指導中!（2017年、音泉※）
- ラジオインアビス 〜リコとレグとナナチの探窟ラジオ〜（2017年、2018年 - 2019年、音泉※）

2020年代
- 上坂すみれ・井澤詩織のスター"ラジ"オーシャン アナムネシス（2020年 - 2021年、超!A&G+※）
- 失格紋の最強RADIO（2021年 、音泉※、YouTube※）
- 失格紋のラジオだもん（2022年 、音泉※、YouTube※）
- 井澤詩織の超ラジR（2022年、超!A&G+※）
- 井澤詩織の怪談喫茶（2024年 - 2025年、超!A&G+※）

### テレビ・配信番組
※はインターネット配信。
- 行列のできる法律相談所（再現VTR（顔出し））
- アイドル動鑑声ドル篇（2011年3月27日、BSフジ）
- つんつべ（面接して三田、TOKYO MX）
- 井澤詩織のしーちゃんねる（2014年 - 、ニコニコチャンネル※）
- アニメマシテ（2015年1月12日・19日、テレビ東京）MC
- 井澤詩織・吉岡麻耶の＃オタク欲求開放中！！（2017年 - 、ニコニコチャンネル※[388]）
- 釣りはじめます！ シーズン2 #61 埼玉編 目指せ深海魚！人気声優が秘境の地・グ○マーへ！（2017年12月3日、釣りビジョン）[389]
- 魅果町 町内放送（2017年 - 2018年、アークシステムワークス公式動画チャンネル※[390]））
- 井澤詩織のドーラク・ニッポン（2018年 - 、ホビージャパン チャンネル※[391]）
- 井澤詩織の開運！！みらくるぷろぐらむ（2021年 - 、ニコニコチャンネル※）
- マヂカルラブリーの全力!アニシャド応援部（2023年 - 2024年、テレビ東京）ドラグニルの声 - 2シリーズ[一覧 21]
- 井澤詩織と日笠陽子の机のアイスが溶けるほど（2023年 - 、ニコニコチャンネル※[392]）
- かぞえるひとたち coumters（2024年1月4日、NHK Eテレ）カウン太君の声

### 舞台・朗読劇
- 声の優れた俳優によるドラマリーディング 海外文学名作選 第一弾「ハムレット」（2019年2月3日[393]、紀伊國屋サザンシアター）
- 声優朗読劇 VORLESEN フォアレーゼン（2019年3月3日[394]、名古屋市青少年文化センター アートピアホール）
- SWEET 19 BLUES（2023年12月28日、RED°TOKYO TOWER SKY STADIUM） - イツキ 役[395]

### 映像商品
- 聖ナル2ndワンマンLive2011 ZeppTokyo／アフィリア・サーガ・イースト（2012年、参加曲「エンジェル☆Chu♪Chu♪／ナス☆シス」）
- 金朋声優ラボ Vol.4（2014年）ゲスト[396]
- 井澤詩織のしーちゃんねる しーずん1（2015年）
- t7s 1st Anniversary Live 15'→34'『H-A-J-I-M-A-L-I-V-E-!!』（2015年）[397]
- 井澤詩織のしーちゃんねる しーずん2（2016年）
- 声優○○道 〜私たちサバゲー始めます。〜（2016年[398]）
- 井澤詩織のしーちゃんねる しーずん3（2016年）
- 井澤詩織のしーちゃんねる しーずん4（2016年）
- 井澤・立花 ノルカソルカ DVD in 京都（2016年）
- t7s 2nd Anniversary Live 16'→30'→34' -INTO THE 2ND GEAR-（2017年）[399]
- ガールズ&パンツァー 第2次ハートフル・タンク・ディスク（2017年）[400]
- 声優○○道 〜私たち、サバゲー始めます。〜フィールド実戦編（2017年）[401]
- 灼熱の卓球娘 スペシャルイベント 雀が原中学VSもず山中学（2017年）[402]
- t7s 3rd Anniversary Live 17'→XX -CHAIN THE BLOSSOM- in Makuhari Messe（2017年）[403]
- 井澤詩織のしーちゃんねる しーずん5（2018年）
- Tokyo 7th Sisters Memorial Live in NIPPON BUDOKAN “Melody in the Pocket”（2019年）[404]
- t7s 4th Anniversary Live -FES!! AND YOUR LIGHT- in Makuhari Messe（2019年）[405]
- 井澤詩織のしーちゃんねる しーずん6（2019年）
- t7s 5th Anniversary Live -SEASON OF LOVE- in Makuhari Messe（2020年3月）[406]

### ASMR
- 異種族レビュアーズ 無邪気なドSロリにたくさん責められるASMR ハーフリング ピルティア ASMR（2021年、ピルティア）
- リンジンASMR ～万年腹ペコ!? となりの彫刻家。木材・石鹸彫刻/スプレー/梵天竹耳かき～（2021年、彫刻家）
- 僕は生意気メイド様に罵られたい （2023年、メイド）[407]
- 【悲報】台風接近中なのに後輩ちゃんとイチャイチャしてたら帰れなくなった件（2024年、後輩ちゃん）

### その他コンテンツ
- にゃにゃにゃにゃ食堂（2015年、シロ・ビクトリア・ココ[408]）
- ヤマト運輸 宅急便40週年 SPECIAL MOVIE「ネコふんじゃった ダンス篇」コーラス（2016年[409]）
- UR賃貸住宅 PR漫画（2019年、ちょぼらうにょぽみ[410]）
- 爆運娘エイミー（2019年、Amyちゃん[411]）
- ムーミンバレーパーク・エンマの劇場「勇気を知った少女～ムーミン谷の仲間たちより～」（2020年3月14日 - 2021年3月10日、ニンニ[412]）
- 小説『時守たちのラストダンス』『七夕の夜におかえり』アニメPV（2021年[413]）
- CHARMS!!（チャームス!!）（2021年）有村柘榴 役[414]
- 王様のプロポーズ ヒロイン告白PV（2022年、エルルカ・フレエラ）

## ディスコグラフィ

### キャラクターソング
| 発売日   | 商品名                                                                      | 歌 | 楽曲 | 備考 |
| 2013年   | 2013年                                                                      | 2013年 | 2013年 | 2013年                                                                                                   |
| -------- | --------------------------------------------------------------------------- | --- | --- | --- |
| 12月29日 | ロカドルプロモーション the Debut!!                                          | チームWest | 「全世界ご当地計画! 〜ようこそぼくらの郷へ〜」 | 『ロカドルプロモーション』関連曲                                                                         |
| 2014年   |                                                                             | | | |
| 2月5日   | ウィッチ☆アクティビティ                                                     | KMM団 | 「ウィッチ☆アクティビティ」 「Saturday Night Witches」 | テレビアニメ『ウィッチクラフトワークス』エンディングテーマ                                               |
| 7月23日  | ウィッチクラフトワークス キャラクターソングアルバム                         | KMM団 | 「KMM団団員番号のうた。 - Numbers」 「MimiLove-Maximum - 獣耳な魔女」 「Saturday Night Witches Pocket Cut Mix」 「KMM団団員番号のうた。リプライズ - KMM's Counter Attack」 | テレビアニメ『ウィッチクラフトワークス』関連曲                                                           |
| 10月22日 | Blooming!!/若い力 -SEGA HARD GIRLS MIX-                                     | セガ・ハード・ガールズ | 「Blooming!!」 | 『セガ・ハード・ガールズ』イメージソング                                                                 |
| 12月17日 | Hi☆sCoool! セハガール オリジナル・サウンドトラック                          | セガ・ハード・ガールズ | 「セハガガガンバッちゃう!!」 | テレビアニメ『Hi☆sCoool! セハガール』オープニングテーマ                                                  |
| 12月17日 | Hi☆sCoool! セハガール オリジナル・サウンドトラック                          | セガ・ハード・ガールズ | 「セハガガ行進曲〜マーチ〜」 | テレビアニメ『Hi☆sCoool! セハガール』関連曲                                                              |
| 12月17日 | Hi☆sCoool! セハガール オリジナル・サウンドトラック                          | メガドライブ（井澤詩織） | 「ちょびっと16bit」 | テレビアニメ『Hi☆sCoool! セハガール』関連曲                                                              |
| 12月28日 | t7s Longing for summer                                                      | WITCH NUMBER 4 | 「PRIZM♪RIZM」 | ゲーム『Tokyo 7th シスターズ』関連曲                                                                     |
| 2015年   |                                                                             | | | |
| 5月20日  | H-A-J-I-M-A-L-B-U-M-!!                                                      | 777☆SISTERS | 「H-A-J-I-M-A-R-I-U-T-A-!!」 「Cocoro Magical」 「KILL☆ER☆TUNE☆R」 | ゲーム『Tokyo 7th シスターズ』関連曲                                                                     |
| 5月20日  | H-A-J-I-M-A-L-B-U-M-!!                                                      | WITCH NUMBER 4 | 「SAKURA」 | ゲーム『Tokyo 7th シスターズ』関連曲                                                                     |
| 7月29日  | 僕らは青空になる/FUNBARE☆RUNNER                                             | 777☆SISTERS | 「僕らは青空になる」 「FUNBARE☆RUNNER」 | ゲーム『Tokyo 7th シスターズ』関連曲                                                                     |
| 11月25日 | WONder-FULL MOON!                                                           | ビスクラヴレット（井澤詩織） | 「WONder-FULL MOON!」 | ゲーム『乖離性ミリオンアーサー』関連曲                                                                   |
| 12月9日  | Snow in “I love you”                                                        | 777☆SISTERS | 「Snow in “I love you”」 | ゲーム『Tokyo 7th シスターズ』関連曲                                                                     |
| 2016年   |                                                                             | | | |
| 6月29日  | Are You Ready 7th-TYPES??                                                   | WITCH NUMBER 4 | 「ラバ×ラバ 」 | ゲーム『Tokyo 7th シスターズ』関連曲                                                                     |
| 7月6日   | ついて来い!メガドライバー／レッツゴー!ぴっちゃん〜あぁ青春の日々〜          | メガドライブ（井澤詩織）、メガドライブ2（山岡ゆり） | 「ついて来い!メガドライバー」 | 『セガ・ハード・ガールズ』関連曲                                                                         |
| 7月13日  | ミュージック・アルバム 〜夏の思い出作ってみた。〜                           | 野田硝子（井澤詩織）、柏葉さつき（井澤美香子）、水元美里（津田美波） | 「DecoBocoベストサポーターズ」 | テレビアニメ『普通の女子校生が【ろこどる】やってみた。』関連曲                                           |
| 12月21日 | さよなら。ありがとう。                                                      | 小湊伊純（瀬戸麻沙美）、日岡蒼（井澤詩織）、友立小夏（種﨑敦美）、大道あさひ（小澤亜李）、都久井沙紀（黒沢ともよ） | 「さよなら。ありがとう。」 | 劇場アニメ『ポッピンQ』卒業ソング                                                                        |
| 2017年   |                                                                             | | | |
| 1月25日  | 灼熱の卓球娘 ダブルスソングシリーズ4 くるり&石榴                            | 二重丸くるり（井澤詩織）、座敷童石榴（古木のぞみ） | 「Bestie Storm」 「もず山中学校校歌」 | テレビアニメ『灼熱の卓球娘』関連曲                                                                       |
| 2月1日   | Witch Craft Works THE BEST 〜日本語盤〜                                     | KMM団 | 「KEMOMIMISM」 「ウィッチ☆アクティビティ〜[k]momimi NON STOP Ver.2.0HD〜」                                                                                                 | テレビアニメ『ウィッチクラフトワークス』関連曲                                                           |
| 3月22日  | Honey Moon Cafe                                                             | ハニートラップ | 「Honey Moon Cafe」 | テレビアニメ『アイドル事変』挿入歌                                                                       |
| 3月22日  | Honey Moon Cafe                                                             | ハニートラップ | 「恋のhide&seek」 | ゲーム『アイドル事変』関連曲                                                                             |
| 4月19日  | t7s Longing for summer Again And Again 〜ハルカゼ〜                         | 777☆SISTERS | 「ハルカゼ〜You were here〜」 | ゲーム『Tokyo 7th シスターズ』関連曲                                                                     |
| 8月23日  | 旅の左手、最果ての右手                                                      | リコ（富田美憂）、レグ（伊瀬茉莉也）、ナナチ（井澤詩織） | 「旅の左手、最果ての右手」 | テレビアニメ『メイドインアビス』エンディングテーマ                                                       |
| 8月30日  | スタートライン/STAY☆GOLD                                                    | 777☆SISTERS | 「スタートライン」 「STAY☆GOLD」 | ゲーム『Tokyo 7th シスターズ』関連曲                                                                     |
| 2018年   |                                                                             | | | |
| 7月4日   | THE STRAIGHT LIGHT                                                          | WITCH NUMBER 4 | 「星屑☆シーカー」 | ゲーム『Tokyo 7th シスターズ』関連曲                                                                     |
| 10月10日 | MELODY IN THE POCKET                                                        | 777☆SISTERS | 「MELODY IN THE POCKET」 | ゲーム『Tokyo 7th シスターズ』関連曲                                                                     |
| 2019年   |                                                                             | | | |
| 2月27日  | Colorful☆wing                                                               | グリペン（森嶋優花）、イーグル（大和田仁美）、ファントム（井澤詩織） | 「Colorful☆wing」 | テレビアニメ『ガーリー・エアフォース』エンディングテーマ                                                 |
| 2月27日  | Colorful☆wing                                                               | グリペン（森嶋優花）、イーグル（大和田仁美）、ファントム（井澤詩織） | 「Daisy*impulse」 | テレビアニメ『ガーリー・エアフォース』関連曲                                                             |
| 2月27日  | うちのメイドがウザすぎる！ Blu-ray&DVD Vol.2 初回生産特典CD                 | 高梨ミーシャ（白石晴香）、鷲崎みみか（原田彩楓）、森川ゆい（井澤詩織） | 「まあまあ？ ますます!? ゆーじょーびより」 | テレビアニメ『うちのメイドがウザすぎる！』関連曲                                                         |
| 3月13日  | スターオーシャン：アナムネシス オリジナル・サウンドトラック                 | ベルダ・クレーマン（井澤詩織） | 「未知数スターブリンク」 | ゲーム『スターオーシャン:アナムネシス』関連曲                                                            |
| 6月19日  | NATSUKAGE -夏陰-                                                            | 777☆SISTERS | 「NATSUKAGE -夏陰-」 「夏のビードロ☆シンフォニー」 | ゲーム『Tokyo 7th シスターズ』関連曲                                                                     |
| 8月1日   | オメガラビリンス ライフ 乳 (New) Character Songs                            | 黒崎冥（井澤詩織） | 「Open Your Heart」 | ゲーム『オメガラビリンス ライフ』関連曲                                                                  |
| 2020年   |                                                                             | | | |
| 2月19日  | Shiny Happy Days                                                            | ショコラ（八木侑紀）、バニラ（佐伯伊織）、アズキ（井澤詩織）、メイプル（伊藤美来）、シナモン（のぐちゆり）、ココナツ（水谷麻鈴）                                                                                              | 「Shiny Happy Days」 | テレビアニメ『ネコぱら』オープニングテーマ                                                               |
| 11月25日 | Across the Rainbow                                                          | 777☆SISTERS | 「Across the Rainbow」 「リボン」 | ゲーム『Tokyo 7th シスターズ』関連曲                                                                     |
| 11月25日 | Across the Rainbow                                                          | 777☆SISTERS | 「Departures -あしたの歌-」 | アニメ『Tokyo 7th シスターズ -僕らは青空になる-』主題歌                                                  |
| 12月31日 | アズールレーンキャラクターソング Vol.03 A&B セット                          | イラストリアス（雨宮天）、ボルチモア（高橋未奈美）、ダイドー（青木瑠璃子）、タシュケント（井澤詩織）、アルバコア（種﨑敦美）                                                                                                  | 「Blue Sprit」 | ゲーム『アズールレーン』関連曲                                                                           |
| 2021年   |                                                                             | | | |
| 4月21日  | 暴走アグレッション/カラフル・キャンバス                                     | 長瀞さん（上坂すみれ）、ガモちゃん（小松未可子）、ヨッシー（鈴木愛奈）、桜（井澤詩織） | 「暴走アグレッション」 | Weebラジオ『TVアニメ「イジらないで、長瀞さん」らじお〜イジらじ！〜』主題歌                               |
| 4月21日  | 暴走アグレッション/カラフル・キャンバス                                     | 長瀞さん（上坂すみれ）、ガモちゃん（小松未可子）、ヨッシー（鈴木愛奈）、桜（井澤詩織） | 「カラフル・キャンバス」 | テレビアニメ『イジらないで、長瀞さん』エンディングテーマ                                                 |
| 5月26日  | キスイダ！                                                                  | 如月玲於奈（竹達彩奈）、アリシア（ファイルーズあい）、ミザリサ（井澤詩織）、結城楓（古賀葵） | 「キスイダ！」 | テレビアニメ『究極進化したフルダイブRPGが現実よりもクソゲーだったら』エンディングテーマ                  |
| 8月5日   | CHARMS!! ユニットデビューシリーズ #2 Pièce Montée                           | 朗嘉恵利（井澤美香子）、有村柘榴（井澤詩織） | 「グッドナイト・ハニー」 | 『CHARMS!!』関連曲                                                                                       |
| 8月25日  | イジらないで、長瀞さん BD第4巻特典CD                                        | 桜（井澤詩織） | 「ヒミツメイト」 「カラフル・キャンバス」 | テレビアニメ『イジらないで、長瀞さん』関連曲                                                             |
| 2023年   |                                                                             | | | |
| 2月8日   | TVアニメ『イジらないで、長瀞さん 2nd Attack』キャラクターソングミニアルバム | 長瀞さん（上坂すみれ）、ガモちゃん（小松未可子）、ヨッシー（鈴木愛奈）、桜（井澤詩織） | 「MY SADISTIC ADOLESCENCE♡」 | テレビアニメ『イジらないで、長瀞さん 2nd Attack』エンディングテーマ                                      |
| 2月8日   | TVアニメ『イジらないで、長瀞さん 2nd Attack』キャラクターソングミニアルバム | 長瀞さん（上坂すみれ）、ガモちゃん（小松未可子）、ヨッシー（鈴木愛奈）、桜（井澤詩織） | 「After School Easy Go!」 | Webラジオ『上坂すみれ×鈴木愛奈のTVアニメ「イジらないで、長瀞さん」らじお〜イジらじ！2nd Attack〜』主題歌 |
| 2月8日   | TVアニメ『イジらないで、長瀞さん 2nd Attack』キャラクターソングミニアルバム | 桜（井澤詩織） | 「サヨナラの花」 | テレビアニメ『イジらないで、長瀞さん 2nd Attack』関連曲                                                  |
| 3月8日   | イジらないで、長瀞さん 2nd Attack BD第1巻特典CD                             | ガモちゃん（小松未可子）、ヨッシー（鈴木愛奈）、桜（井澤詩織） | 「やってんな青春」 | テレビアニメ『イジらないで、長瀞さん 2nd Attack』関連曲                                                  |
| 5月26日  | CHARMS!! デビューシングル「WE ARE CHARMS!!」                                | 朗嘉恵利（井澤美香子）、有村柘榴（井澤詩織） | 「La'Cream(Short ver.)」 | 『CHARMS!!』関連曲                                                                                       |
| 5月26日  | CHARMS!! デビューシングル「WE ARE CHARMS!!」                                | 朗嘉恵利（井澤美香子）、有村柘榴（井澤詩織） | 「グッドナイト・ハニー(Short ver.)」 | 『CHARMS!!』関連曲                                                                                       |
| 5月26日  | CHARMS!! デビューシングル「WE ARE CHARMS!!」                                | 朗嘉恵利（井澤美香子）、有村柘榴（井澤詩織） | 「CHARMS!!(Piece Montee ver.)」 | 『CHARMS!!』関連曲                                                                                       |
| 5月26日  | CHARMS!! デビューシングル「WE ARE CHARMS!!」                                | 嬉野ひなた（会沢紗弥）、楪葉 了（青木瑠璃子）、朗嘉恵利（井澤美香子）、有村柘榴（井澤詩織）、桜木梢枝（峯田茉優）、山田小夜（鈴木絵理）、権堂 舞（福原綾香）、安心院千景（田澤茉純）、妙典 蛍（影山灯）、昏間幽々（山本希望） | 「CHARMS!!(All member ver.)」 | 『CHARMS!!』関連曲                                                                                       |
| 6月7日   | イジらないで、長瀞さん 2nd Attack BD第4巻特典CD                             | 桜（井澤詩織） | 「MY SADISTIC ADOLESCENCE♡」 | テレビアニメ『イジらないで、長瀞さん 2nd Attack』関連曲                                                  |
| 6月7日   | イジらないで、長瀞さん 2nd Attack BD第4巻特典CD                             | 桜（井澤詩織） | 「After School Easy Go!」 | テレビアニメ『イジらないで、長瀞さん 2nd Attack』関連曲                                                  |
| 2024年   |                                                                             | | | |
| 12月23日 | ブルーアーカイブ 青春あんさんぶる Vol.8 「RABBIT小隊」                      | ミヤコ（藤田茜）、サキ（友永朱音）、モエ（井澤詩織）、ミユ（後藤邑子） | 「進み続ける兎たち」 | ゲーム『ブルーアーカイブ -Blue Archive-』関連曲                                                          |

### その他参加楽曲
| 発売日         | 商品名                                      | 歌                                              | 楽曲                                                                                | 備考                                                               |
| -------------- | ------------------------------------------- | ----------------------------------------------- | ----------------------------------------------------------------------------------- | ------------------------------------------------------------------ |
| 2008年11月02日 | GRATITUDE 〜超ラジ! Rookie Memorial Songs〜 | *MARCH*（井澤詩織、吉田沙織、中村みな、坂祥美） | 「HAPPY STORY」                                                                     | ラジオ『Voice of A&G Digital 超ラジ!Rookie』テーマソング           |
| 2008年11月02日 | GRATITUDE 〜超ラジ! Rookie Memorial Songs〜 | 織姫（井澤詩織、吉田沙織）                      | 「恋するランチタイム」                                                              | ラジオ『Voice of A&G Digital 超ラジ!Rookie』テーマソング           |
| 2010年08月11日 | 赤頭巾ちゃん御用心                          | OToGi8                                          | 「赤頭巾ちゃん御用心」 「カラフル☆DRIVE」                                           | TVアニメ『オオカミさんと七人の仲間たち』エンディングテーマ         |
| 2011年01月19日 | エンジェル☆Chu♪Chu♪                         | ナス☆シス                                       | 「エンジェル☆Chu♪Chu♪」                                                             | ラジオ『ナス☆シスのドキドキ!ミッドナイトエンジェル』テーマソング   |
| 2011年10月01日 | ☆Twinkle☆Girls☆original albam               | ☆Twinkle☆Girls☆                                 | 「Flying☆Smile」 「Dear...」 「☆Twinkle☆Girls☆-remix ver-」 「YAKUSOKU-remix ver-」 | 「albam」は、製品の記載通り。                                      |
| 2011年10月01日 | ☆Twinkle☆Girls☆original albam               | ☆Twinkle☆Girls☆（井澤詩織）                     | 「ガールズシンドローム」                                                            | 「albam」は、製品の記載通り。                                      |
| 2011年10月01日 | ☆Twinkle☆Girls☆original albam               | ☆Twinkle☆Girls☆（井澤詩織/山本綾）              | 「Fondness」                                                                        | 「albam」は、製品の記載通り。                                      |
| 2012年01月08日 | ☆Twinkle☆Girls☆ 2.5 Original Single         | ☆Twinkle☆Girls☆ チームG                         | 「Girls Talk(((o(*°▽°*)o)))!」                                                      |                                                                    |
| 2013年05月18日 | Twinkle Girls Ailes                         | Twinkle☆Girls Ailes                             | 「Ailes×Yell（エール）」 「ENCOUNT」                                                |                                                                    |
| 2013年10月05日 | Twinkle Girls Ailes 2                       | Twinkle☆Girls Ailes                             | 「コメット」 「純愛モノポリー」                                                     |                                                                    |
| 2014年03月02日 | Twinkle Girls Ailes 3                       | Twinkle☆Girls Ailes                             | 「starlight」 「Party time！」                                                      |                                                                    |
| 2015年05月17日 | Smile〜とびっきりの笑顔〜                   | Twinkle☆Girls                                   | 「Smile〜とびっきりの笑顔〜」                                                       |                                                                    |
| 2015年05月17日 | Smile〜とびっきりの笑顔〜                   | Twinkle☆Girls                                   | 「アイコトバ」                                                                      |                                                                    |
| 2016年07月29日 | YES!YES!YES!YES!/Diary                      | 井澤詩織                                        | 「YES!YES!YES!YES!」 「Diary」                                                      | セカンドショットちゃんねる『井澤詩織のしーちゃんねる』テーマソング |
| 2016年09月02日 | ノルカソルカ                                | shio＊rika（井澤詩織、立花理香）                | 「ノルカソルカ」 「Sweet in the Life」                                              | 超!A&G+『井澤・立花 ノルカソルカ』番組テーマ曲                     |
| 2017年08月09日 | Round&Round&Round                           | TECHNOBOYS PULCRAFT GREEN-FUND feat. 井澤詩織   | 「夏と猫のソネット」                                                                |                                                                    |

## ライブ・イベント

### 単独イベント
| 出演日         | タイトル                                                       | 会場                           | 備考         |
| -------------- | -------------------------------------------------------------- | ------------------------------ | ------------ |
| 2015年04月24日 | 集え！イエスマン!! 朝まで甘やか しーちゃんねる！               | 新宿ロフトプラスワン（東京都） |              |
| 2015年10月12日 | 井澤詩織のしーちゃんねる〜イエスマンの集い〜                   | 星陵会館（東京都）             | （全２公演） |
| 2017年05月27日 | 井澤詩織のしーちゃんねる 渋谷で甘やかしーちゃんねる〜SideにM〜 | LOFT9 Shibuya（東京都）        |              |
| 2019年09月08日 | 井澤詩織のしーちゃんねる 番組イベント（仮）                    | 星陵会館（東京都）             | （全２公演） |

### 合同イベント
| 出演日                        | タイトル                                                                               | 会場                                     | 備考                             |
| ----------------------------- | -------------------------------------------------------------------------------------- | ---------------------------------------- | -------------------------------- |
| 2015年05月31日                | Tokyo 7th シスターズ 1st Anniversary Live 15'→34                                       | Zepp Tokyo（東京都）                     |                                  |
| 2016年08月21日                | Tokyo 7th シスターズ 2nd Live 16'>30'>34' -INTO THE 2ND GEAR-                          | パシフィコ横浜国立大ホール（神奈川県）   | （全２公演）                     |
| 2017年01月15日                | t7s LIVE -INTO THE 2ND GEAR 2.5-                                                       | なんばHatch（大阪府）                    | （全２公演）Tokyo 7th シスターズ |
| 2017年04月22日 2017年04月23日 | Tokyo 7th シスターズ 3rd Anniversary Live 17'→XX -CHAIN THE BLOSSOM- IN Makuhari Messe | 幕張メッセイベントホール（千葉県）       | （全３公演）                     |
| 2018年07月20日                | Tokyo 7th シスターズ メモリアルライブ「Melody in the Pocket」                          | 日本武道館（東京都）                     |                                  |
| 2018年10月20日 2018年10月21日 | Tokyo 7th シスターズ 4th Anniversary Live -FES!! AND YOUR LIGHT- in Makuhari Messe     | 幕張メッセイベントホール（千葉県）       | （全２公演）                     |
| 2019年07月13日 2019年07月14日 | Tokyo 7th シスターズ 5th Anniversary Live -SEASON OF LOVE- in Makuhari Messe           | 幕張メッセ国際展示場9-11ホール（千葉県） | （全２公演）                     |

## 書籍

### 小説
- 『井澤詩織の誰かに話したくなる怖い話』（2025年7月30日、竹書房）[416]

### フォトブック
- 大洗のしおり（2018年03月18日、舞台めぐり[417]）
- 秩父・横瀬のしおり（2018年09月16日、舞台めぐり[418]）
- 浦和美園のしおり（2018年10月14日、舞台めぐり[419]）
- 鷲宮のしおり（2018年11月04日、舞台めぐり）
- 川越のしおり（2018年11月11日、舞台めぐり）
- 飯能のしおり（2018年11月25日、舞台めぐり[420]）
- 春日部のしおり（2018年12月09日、舞台めぐり[421]）
- 埼玉のしおり（2019年01月05日、舞台めぐり[422]）

### 単行本
- 週末をもっと楽しく！ 予算1万円で行く写真旅（2020年、インプレス、なぎら健壱・川村エミコ他33名との共著。「日本の端っこを探す銚子岬歩き」を寄稿。表紙カバーのモデルとして掲載。）

### 写真集
- 井澤詩織1st写真集 mascotte（2023年2月1日、主婦の友インフォス、撮影：岡本武志）ISBN 978-4074536641[423]